# Поликарпа Салаваријета
Поликарпа Салаваријета (око 26. јануара 1795 - 14. новембар 1817), такође позната као "Ла Пола", је гранадска кројачица, која је шпијунирала за револуционарне снаге током шпанске поновног освајања Вицекраљевства Нова Гранада. Заробили су је ројалисти верни шпанском краљу Фернанду VII и на крају погубили због издаје. Дан колумбијских жена је њен дан. Данас се  сматра јунакињом за независност Колумбије.
Пошто њен документ из матичне књиге рођених није пронађен, њено правно име  остаје непознато. Име Салаваријета су користили само њена породица и пријатељи. Отац ју је самовољно назвао Аполонија, што је потрвдио Салвадор Контрерас, свештеник, који је издао тестамент  13. децембра 1802. Била је највише блиска са својим братом Бибијаном, а постала је и његов де факто старатељ када су им родитељи умрли. Када су оружане снаге у Гуадуасу почеле да је траже, наденула је себи име Поликарпа.
У њеном  лажном пасошу, који је 1817. користила да би ушла и изашла из  Боготе у току Реконквисте, она се појавила као "Грегорија Аполинарија.",  Андреа Рикарт де Лозано, с којим је Поликарпа живела и званично радила у Боготи, као и са Амбросиом Алмеидом, лидером Герила, којем је давала информације, су је звали по имену. Њени савременици звали су је "Ла Пола", али је Поликарпа Салаваријета име по којем је се сећају и славе.

## Место и датум рођења
Ла Полин датум и место рођења, такође су само претпоставка, у одсуству правних докумената. Према најпопуларнијој верзији она је  рођена у општини Гуадас, Кундинамарка, између 1790. и 1796. Међутим, Рафаел Помбо је потврдио да је она рођена у Марикиту, док је Хозе Касеидо Рохас тврдио да је Поликарпа рођена у  Боготи.
Њен датум и место рођења, могу се претпоставити из доступних информација о њеној  браћи и сестрама, који, зачудо, нису били изгубљени.
Њена браћа и сестре су били:
- Марија Игнација Клара, рођена у Сан Мигелу, Гуадас, 12. августа 1789. године, умрла 1802.
- Хосе Марија де Лос Анхелес, крштен у Гуадуасу.  12. августа 1790 - постао Августинским монах
- Катарина, рођена у Гуадуасу, 1791
- Едуардо, рођен у Гуадуасу 3. новембра 1792 – 1802
- Мануел, рођен у Гуадуасу  26. маја 1796 - такође је постао Августински монах
- Франциско Антонио, крштен у Санта Барбари, у Боготи, 26. септембра 1798
- Рамон,приступио Светој потврди  у Боготи 1800. године.
- Бибијано, крштен у Боготи, 1801.[2]

Судећи по овим породичним записима и чињеници да је Поликарпа рођена између два њена брата, она је, рекло би се, рођена између 1791. и 1796. Записи  такође сведоче о томе да је породица Салаваријета  живела у Гуадуасу и преселила се у Боготу након што је Мануел рођен 1796. године.
У покушају да помири разлике, Колумбијска академија историје дала је своју коначну одлуку 10. септембра 1991. године, у корист Гуадуаса, Кундинамарка, као Поликарпину домовину.

## Младост
Иако без титуле или идалго класе, Поликарпина породица је, очигледно поштована, судећи по њеној кући из детињства у  Гуадуасу, која је сада музеј. Породице Салаваријета и Риос су се преселиле у Боготу између 1796-1798, и живели су у малој кући у округу Санта Барбара.
1802. године, када је избила епидемија богиња, погинуло је на хиљаде људи, укључујући и Поликарпиног оца, мајку, брата Едуарда и сестру Марију Игнацију. Након трагедије, породица се распала: Хозе Марија и Мануел придружили су се Августинима, Рамон и Антонио Франциско су отишли у Тену, где су нашли посао на фарми. Катарина, најстарија од преживеле деце, одлучила је да се врати у Гуадуас око 1804, са својим млађом браћом и сестрама Поликарпом и Бибијаном. Они су живели у  дому своје куме Маргарите Белтран и тетке Мануеле, док се Катарина није удала за Доминга Гарцију, и поново повела породицу са собом.
Постоји мало информација о овом периоду у животу Поликарпе. Зна се да је радила као кројачица, и такође се сматра да је радила као учитељица у школи.
У то време Гуадуас је био важна станица на кључном путу кроз Нову Гранаду, код Боготе на реци Магдалена, комуницирајући са севера земље и до Карипског мора: војници, племићи, занатлије, сељаци, авантуристи, Шпанци и Гренадини из свих слојева друштва прошли су кроз Гуадуас, што га чини центром трговине и вести и информација. Током рата Поликарпина породица је била укључена у револуционарну страну: њен зет, Доминго Гарција, погинуо је борећи се са Антониом Нарином у Јужној кампањи, где се борио и њен брат Бибијано..
Према легенди, након што је избила револуција, вице-краљ Антонио Хосе Амар од Бурбона и његова супруга Марија Франсиска Виљанова, плашећи се за свој живот, били тајно одведени из Боготе од стране градоначелника Хозеа Мигела Пија де Андраде. Они су се зауставили у Гуадуасу, где је Вицекраљица, Марија Франсиска Виљанова, како се претпоставља, кренула ка Поликарпиној кући и предсказла јој њену судбину и  смрт.

## Револуциција
Према историји, Поликарпа се није бавила политиком до 1810. године, али током тога времена она се преселила у Боготу. 1817. године, она активно учествује у политичким питањима. Богота је упориште Реконквиста, где су већину становништва  чинили шпански Ројалисти и подржаваоци  Пабла Мориља, било јој је врло тешко да уђе у град и изађе из њега. Поликарпа и њен брат Бибијано ушли су у престоницу са фалсификованим докуменатима и са писмом представљања, које су написали Амбросио Алмеида и Хосе Родригез, револуционарне вође.; препоручили су јој да  њен брат остане у кући Андрее Рикарте од Лозане, као његов "слуга" . У стварности је дом Андрее Рикарте био центар за прикупљање обавештајних података са стране и отпора у главном граду.
У Гуадуасу, Поликарпа је била позната као револуцонарка. Пошто се није знало за њу у Боготи, она је могла слободно да се креће и да се састаје са другим патриотама и шпијунима. Такође је могла да иде у куће ројалиста.. Нудећи своје услуге као кројачица за жене и кћери ројалиста, Поликарпа је радила за њих и њихове породице; у исто време, она је слушала разговоре, прикупљала мапе и податке о њиховим плановима и активностима, утврдила је ко су главни ројалисти, и открила ко је био сматран револуционарем.
Поликарпа је тајно запослила младе људе за револуционарна дела уз помоћ свог брата. Заједно, они су помогли да се повећа број побуњеника у војсци, који су Кундинамарци очајнички требали.

## Хватање
Поликарпина операција прошла је глатко и неприметно, док су браћа Алмеида ухапшена током доношења информација назад до Боготе. Њихове информације директно су повезале Ла Полу са револуцијом. Браћа Алмеида и Ла Пола су помагали војницима да Дезертерство побегну и припомогну револуцију; превоз оружја, муницију и залихе за побуњенике; помогла је Алмеидама да побегну из затвора, када су пали у заробљеништво у септембру исте године, и помогла им је да нађу уточиште у Мачети. Они су се надали да је њихова веза са Ла полом може бити корисна у случају устанка у граду. Лојалисти су сада сумњали у Поликарпину издају, али није било довољно чврстих доказа да би оптужили кројачицу за шпијунажу и издају државе.
Хапшење Алеја Сабараина, док је покушавао да побегне у Касанаре  је омогућило ројалистима да ухапсе Ла Полу - нађен је његов списак Ројалиста и Патриота који му је дала Поликарпа..
Нареднику Иглесијасу, главном шпанском официру у Боготи, је наложено да је пронађе и ухапси.  Поликарпа Салаваријета и њен брат Бибијано су ухапшени у кући Андрее Рикарте од Лозане и одведени у Колехио мајор де Нуестра сеигњер дел Росарио, који је био претворен у импровизировани затвор.

## Суђење и смрт
Они су одведени у војни савет и 10. новембра, Поликарпа, Алехо, и шест других затвореника су били осуђени на стрељање, које је требало да се деси у јутро 14. новембра 1817.
Сат, изабрани за њено обављање је девет ујутро, 14. новембра. Везаних руку, Ла Пола је до свог смртног места одведедена с два свештеника са стране и једним стражаром. Уместо да понови молитву коју су свештеници читали, она је проклела Шпанце и предвидела њихов пораз у предстојећој револуцији. Говори се да је Ла Пола проклела Шпанце ноћ пре њеног погубљења. У једном тренутку је престала, уморна и жедна, и један од стражара је предложио да јој дају чашу вина. Она је бацила своју чашу право на своје заробљенике, рекавши да "не би прихватила ни чашу воде од мојих непријатеља!".
Она је морала да умре заједно са шест других затвореника и са својим љубавником, Алехом Сабраином, на Боливаре тргу. Након успона на скелу речено јој је да иде натраг, а издајници су за то време већ убијени. Док је вођена до места смрти, Поликарпа је хвалила друге затворенике и критиковала своје непријатеље. Ла-пола, не желећи да савије колено Шпанском стрељачком воду, повика: "Имам више него довољно храбрости да патим од ове смрти и хиљаду више. Не заборавите мој пример". Када је одред је почео да пуца, Ла Пола се окренула ка воду.
Као што је био обичај, тело Алеха и шест других затвореника су била  изложена и парадирала улицама у Боготи, да би се застрашили могући нови револуционари. Пошто је била жена, она је поштеђена коначног понижења.
Њена Аугустинска монашка браћа, Хосе Марија де Лос Анхелес и Мануел Салаваријета, преузели су тело, да би је сахранили као хришћанку у Цркви Сан Агустин, у подручју Ла-Канделарија.

## Спомен

### Дан колумбијских жена
Дана 8. новембра 1967, 44. Закон је усвојен од стране Конгреса Републике Колумбије и потписан од стране председника Карлос Љераса Рестрепа, који је изјавио  да ће 14. новембар бити "дан колумбијских жена" у част годишњице смрти "наше јунакиње, Поликарпе Салаваријете".

### Колумбијска валута
Поликарпа Салаваријета је приказана на колумбијској валути много пута током  година. Иако су се многе идеализоване или митолошке женске фигуре такође појавиле, њен је једини портрет праве особе.
Остале слике су биле: Маријана; Правда; непозната Индијанка која је представљала све , представља све аутоноумне народе у Колумбији; и тек однедавно и Марија, измишљени лик из истоименог романа Хорхеа Исака, на слици са аутором. У "Diez Mil Pesos" рачуну ($10,000) тренутно је једина са сликом Поликарпе Салаваријете и даје у оптицају.

### Поштанске марке
У част 100. годишњице независности Колумбије 1910. године, влада Колумбије је издала серију марака, на којој су представљене слике неких хероја Независности, укључујући и Поликарпу Салаваријету, Симон Боливар, Франсиска де Паула Сантандер, Камила Тореса Тенориа и друге. Између 1903. и 1904. су издате три плаве пезо марке са ликом Ла Поле. (Скот каталог, Antioquia, број 154).
</gallery>

## У популарној култури
- Каролина Рамирез је играла Салаваријету у Ла пола, у теленовели из 2010, створеном према њеном животу.